# Club Sporting Cristal (volley-ball féminin)
Club Sporting Cristal est un club péruvien de volley-ball fondé en 1955 et basé à Lima, évoluant pour la saison 2015-2016 en LNSV.

## Palmarès
- Championnat du Pérou
- Finaliste : 2013-14.

## Effectifs

### Saison 2015-2016
| No                                                                                        | Nom                                                                                       | Date de naissance                                                                         | Taille                         | Poids                          | Poste                          |
| ----------------------------------------------------------------------------------------- | ----------------------------------------------------------------------------------------- | ----------------------------------------------------------------------------------------- | ------------------------------ | ------------------------------ | ------------------------------ |
| 2                                                                                         | Hilary Palma                                                                              | 5 janvier 1997                                                                            | 173                            | 65                             | Réceptionneuse-attaquante      |
| 4                                                                                         | Andrea Ampuero                                                                            | 27 décembre 1987                                                                          | 171                            | 65                             | Réceptionneuse-attaquante      |
| 5                                                                                         | Shiamara Almeida                                                                          | 19 février 1996                                                                           | 170                            | 65                             | Passeuse                       |
| 6                                                                                         | Cristie Otero                                                                             | 15 mai 1998                                                                               | 170                            | 62                             | Réceptionneuse-attaquante      |
| 7                                                                                         | Susan Egoavil                                                                             | 16 janvier 1988                                                                           | 164                            | 52                             | Libero                         |
| 8                                                                                         | Mabel Olemar                                                                              | 10 mai 1993                                                                               | 172                            | 64                             | Réceptionneuse-attaquante      |
| 9                                                                                         | Raffaella Camet                                                                           | 14 septembre 1992                                                                         | 181                            | 63                             | Attaquante                     |
| 11                                                                                        | Kiara Montes                                                                              | 13 janvier 2001                                                                           | 176                            | 68                             | Attaquante                     |
| 12                                                                                        | Stephanie Rodríguez                                                                       | 15 mai 1999                                                                               | 175                            |                                | Centrale                       |
| 13                                                                                        | Raquel Noé                                                                                | 20 juillet 1998                                                                           | 180                            | 67                             | Centrale                       |
| 14                                                                                        | Aleoscar Blanco                                                                           | 18 juillet 1987                                                                           | 189                            | 75                             | Centrale                       |
| 15                                                                                        | Karla Ortiz                                                                               | 20 octobre 1991                                                                           | 182                            | 60                             | Réceptionneuse-attaquante      |
| 17                                                                                        | Lucía Magallanes                                                                          | 9 janvier 1998                                                                            | 182                            | 75                             | Passeuse                       |
| 24                                                                                        | Flavia Montes                                                                             | 22 novembre 2000                                                                          | 180                            | 60                             | Centrale                       |
|                                                                                           |                                                                                           |                                                                                           |                                |                                |                                |
| Encadrement technique                                                                     | Encadrement technique                                                                     |                                                                                           | Légende                        | Légende                        | Légende                        |
| Entraîneur : Walter Lung                                                                  | Entraîneur : Walter Lung                                                                  | Entraîneur : Walter Lung                                                                  | : Capitaine                    | : Capitaine                    | : Capitaine                    |
| Entraîneur(s) adjoint(s) : Walter Maldonado Entraîneur(s) adjoint(s) : Alexandra Villaran | Entraîneur(s) adjoint(s) : Walter Maldonado Entraîneur(s) adjoint(s) : Alexandra Villaran | Entraîneur(s) adjoint(s) : Walter Maldonado Entraîneur(s) adjoint(s) : Alexandra Villaran | : Joueuse blessée actuellement | : Joueuse blessée actuellement | : Joueuse blessée actuellement |